# Марьяновский, Григорий Иосифович
Григорий Иосифович Марьяновский (28 августа 1927, Киев, УССР, СССР) — советский критик, переводчик и сценарист, Член Союза писателей СССР (1961—91).

## Биография
Родился 28 августа 1927 года в Киеве. В 1946 году поступил на театроведческий факультет КиевГИТИ, который он окончил в 1951 году, будучи его выпускником, с 1950 года начал свою литературную деятельность, чуть позже написал ряд сценариев к кинематографу. В 1953 году переехал в Ташкент. В Узбекской ССР занимал ряд должностей, включая многочисленные переводы на русский язык ряд зарубежных произведений, а также переводы узбекских писателей и поэтов на русский язык.

## Фильмография

### Сценарист
- 1956 — Во имя счастья
- 1959 — Пятеро друзей
- 1962 — Мощный пласт
- 1963 — 12 часов жизни
- 1981 — Непокорная